# Terry Hoax
Terry Hoax ist eine Rockband aus Hannover. Sie wurde 1988 gegründet und löste sich 1996 nach einer Abschiedstournee auf. 2008 feierte Terry Hoax dann die Reunion.

## Geschichte
Nachdem der Schlagzeuger Hachy M. Hachmeister und Sänger Marcus Wichary von der Band Trashing Groove zu Terry Hoax stießen, nahmen diese ihre ersten Alben in den Peppermint Park-Studios unter der Regie des Produzenten Jens Krause auf und haben damit einen ähnlichen Hintergrund wie Fury in the Slaughterhouse und Cultured Pearls. Zeit ihres Bestehens standen Terry Hoax jedoch zumeist im Schatten dieser Bands.
Die erfolgreichste Single der Band war im Jahr 1992 ein Cover des Depeche-Mode-Liedes Policy of Truth. Das Lied stammt vom kommerziell erfolgreichsten Album der Band, Freedom Circus, auf dem u. a. Sabine Bulthaup (vom Frühstyxradio) als Background-Sängerin zu hören ist.
Das darauf folgende Album, Splinterproof, war musikalisch deutlich härter und rockiger, ohne jedoch die Eingängigkeit des Vorgängers vollständig aufzugeben.
Nach dem Erfolg von Freedom Circus und Splinterproof trug Terry Hoax mit Dead Set of Destruction einen Song zum Hüsker-Dü-Tribute Case Closed? An international Compilation of Hüsker Dü Cover Songs bei und ging dann für die Aufnahmen des vierten Studioalbums nach Los Angeles. Das 1995 veröffentlichte Den Kindern geht es gut, und sie lassen grüßen (dessen Liedtexte trotz des deutschen Albumtitels Englisch waren) zeigte bereits, dass innerhalb der Band vielerlei musikalische Strömungen miteinander konkurrierten. So findet sich auf dem Album mit Dreamer – the man who always wants to sleep auch ungewohnt Experimentelles.
Kurze Zeit nach der Veröffentlichung des Albums gab man bekannt, dass Den Kindern geht es gut, und sie lassen grüßen das letzte Terry-Hoax-Studio-Album bleiben würde und man sich wegen musikalischer Differenzen nach dem Ende der bereits gebuchten Tour trennen werde. Besonders Sänger Oliver Perau (der in allen Terry-Hoax-Booklets nur als „Perau“ geführt wird) war nach eigenen Aussagen zunehmend unzufrieden damit, in einer Rockband zu singen, und wollte unter dem Pseudonym Juliano Rossi eher soul- und jazzorientierte Musik machen.
Am 28. und 29. Oktober 2005 fanden sich Terry Hoax zehn Jahre nach dem Split noch einmal für zwei umjubelte und innerhalb kürzester Zeit ausverkaufte „einmalige Reunion-Konzerte“ (so die Band selbst) anlässlich der Eröffnung des Clubs und Veranstaltungszentrums Lindener Freiheit in Hannover zusammen. Im Vorprogramm spielten – unter dem Pseudonym „Die Fünf glorreichen Sechs“ – Fury in the Slaughterhouse. Der Betreiber des Veranstaltungszentrums war mit der Band befreundet und hatte so die Mitglieder zu einer Wiedervereinigung überreden können.
Im April 1996 fand ein Teil der Musiker bei der Terry-Hoax-Nachfolgeband Shimmer eine neue musikalische Heimat. Martin Wichary und Hachy M. Hachmeister waren sofort dabei (gemeinsam mit dem Bassisten und Keyboarder Roman Henze), Armin Treptau folgte 1998.
Die Hannoversche Allgemeine Zeitung berichtete unvermittelt am 15. Dezember 2007, Terry Hoax werde bei den beiden letzten Konzerten der Abschiedstour von Fury in the Slaughterhouse Ende August 2008 in Originalbesetzung auftreten. In der Tat war die Band in jenem August sehr rege und spielte einige Konzerte auf der „Fury“-Abschiedstour. Erstmals wiedervereint sah man die Band am 2. August 2008 als Headliner beim Fährmannsfest-Festival in Hannover-Linden. Nach dieser Konzertserie verließ Armin Treptau aus persönlichen Gründen die Band. Am 4. September 2009 wurde Band of the Day veröffentlicht, die erste Single nach der Reunion.
Am 2. Oktober 2009 folgte das nächste Album nach der Wiedervereinigung, das ebenfalls Band of the Day hieß. Am 24. November des Jahres schloss sich daran die zugehörige Tournee von Terry Hoax an.
Seit dem 6. August 2011 arbeiteten Terry Hoax nach eigenen Angaben im Peppermint Park Studio Hannover an einem neuen Album. Die Arbeiten an diesem sind bereits abgeschlossen und das Album sollte am 27. Januar 2012 unter dem Namen Serious erscheinen. Die erste Single („Ready“) aus diesem Album erschien am 17. Dezember 2011.
Ebenfalls am 17. Dezember 2011 gaben Terry Hoax auf einem Konzert im Musiktheater Bad in Hannover bekannt, dass bereits vor den Aufnahmen zu Serious Martin Wichary aus Zeitgründen die Band verlassen habe. Er wird aber laut Oliver Perau der Band weiterhin eng verbunden bleiben.
Ab dem 11. November 2016 sammelten Terry Hoax über die Crowdfundingplattform pledgemusic für das neue Album Thrill!, das am 13. Oktober 2017 erschien. Bereits nach 48 Stunden der Kampagne waren 109 % des Finanzierungsbedarfs erreicht.
2019 gingen Terry Hoax auf 30th Anniversary Tour.
Im August 2023 verkündete die Band den Austritt des Gitarristen Jenzzz Gallmeyer.
Seit Ende 2024 ist Gitarrist und Gründungsmitglied Martin Wichary wieder Mitglied der Band.

## Diskografie (Alben)
- Life in times of... (1991)
- Freedom Circus (1992)
- Splinterproof (1994)
- Den Kindern geht es gut und sie lassen grüßen (1995)
- Happy Times – Live (1996)
- Best of – Life in Times after Terry Hoax (2001)
- Band of the Day (2009)
- Serious (2012)
- Thrill! (2017)

### Perau (Solo-Projekt)
- Heute noch (1999)

### Juliano Rossi (Solo-Projekt)
- If My Friends Could See Me Now (2003)
- If My Friends Could See Me Now (2004, Re-Release)
- … Swingt vor Glück (2005, Standard-Promo-CD)
- Free Runner (2009)
- Lutz Krajenski Big Band meets Juliano Rossi (2011, gemeinsam mit der Lutz Krajenski Big Band)
- The Last White Christmas (2019, Weihnachtsalbum)
- Drunk on Love (2021)

### Beteiligungen an Sampler
- ...From the Middle of Nowhere Vol.2 (1990): Hannover-Sampler
- Stop Chirac (1995): Terry Hoax steuern die nicht auf einem Album erhältliche B-Seite Smile der Single Dreamer. The man who always wants to sleep bei
- Case Closed? An international Compilation of Hüsker Dü Cover Songs (1994): Terry Hoax covert Hüsker Düs Dead Set of Destruction
- Wir sind 96 (2011): Sowohl Terry Hoax als auch Juliano Rossi steuerten jeweils einen Song von ihren aktuellen Studioalben zu diesem Sampler bei.